# Авітеліноз
Авітеліно́з — гельмінтоз свійських і диких тварин, спричинений цистодами виду Avitellina, які паразитують у тонких кишках, характеризується запаленням травного каналу, анемією, виснаженням. Стробіла● авітелін має вигляд шнура завдовжки до 3 метрів.

## Характеристика збудника
Хвороба розвивається за участю проміжного хазяїна — комах ногохвісток, які поширені на пасовищах з густою рослинністю й достатньою вологістю. Комахи живуть на прикореневій частині рослин, живляться мертвими органічними рештками.
Хвороба поширена в південних областях України, РФ та інших держав серед дорослих особин. Перші зараження тварин зазвичай виявляють наприкінці літа. Пік інвазії спостерігають восени і взимку. Часто трапляються змішані інвазії — авітеліноз, тизанієзіоз і монієзіоз.

## Симтоми та перебіг хвороби
У тварин порушується координація рухів, виникають судоми кінцівок, тремор. 
Хвороба триває кілька годин, після чого тварина вмирає.
Також буває пронос або запор, швидке схуднення. Наприклад, у дорослих овець прояви хвороби з'являються раптово: вони пригнічені, стоять з опущеною головою, стогнуть, дихання прискорене.